# Malawische Fußballnationalmannschaft der Frauen
Die malawische Fußballnationalmannschaft der Frauen repräsentiert Malawi im internationalen Frauenfußball. Die Nationalmannschaft ist dem nationalen Fußballverband, Football Association of Malawi, unterstellt. Die malawische Auswahl nahm bisher noch an keiner Afrikameisterschaft teil. Für eine Weltmeisterschaft bzw. die Olympischen Spiele konnten sie sich bisher ebenfalls nicht qualifizieren.

## Turnierbilanz

### Weltmeisterschaft
| - 1991: nicht teilgenommen (1. Spiel erst 2002) - 1995: nicht teilgenommen (1. Spiel erst 2002) - 1999: nicht teilgenommen (1. Spiel erst 2002) - 2003: nicht teilgenommen (1. Spiel erst 2002) - 2007: nicht qualifiziert | - 2011: nicht teilgenommen - 2015: nicht teilgenommen - 2019: nicht teilgenommen - 2023: nicht qualifiziert |

### Afrikameisterschaft
| - 1991: nicht teilgenommen (1. Spiel erst 2002) - 1995: nicht teilgenommen (1. Spiel erst 2002) - 1998: nicht teilgenommen (1. Spiel erst 2002) - 2000: nicht teilgenommen (1. Spiel erst 2002) - 2002: nicht teilgenommen (1. Spiel erst 2002) - 2004: nicht qualifiziert - 2006: nicht qualifiziert - 2008: nicht teilgenommen | - 2010: nicht teilgenommen - 2012: nicht qualifiziert - 2014: nicht teilgenommen - 2016: nicht teilgenommen - 2018: nicht teilgenommen - 2022: nicht qualifiziert - 2024: nicht teilgenommen |

### Olympische Spiele
| - 1996: nicht teilgenommen (1. Spiel erst 2002) - 2000: nicht teilgenommen (1. Spiel erst 2002) - 2004: nicht teilgenommen - 2008: nicht qualifiziert | - 2012: nicht gemeldet - 2016: nicht gemeldet - 2020: nicht gemeldet - 2024: nicht gemeldet |

### COSAFA Women’s Championship
| - 2002: Gruppenphase - 2006: Gruppenphase - 2008: nicht teilgenommen - 2011: 4. Platz - 2017: Gruppenphase - 2018: Gruppenphase | - 2019: Gruppenphase - 2020: 3. Platz - 2021: 2. Platz - 2022: Gruppenphase - 2023: Sieger |